# Rabujez
Rabujez (italijansko Rabuiese) je naselje v Italiji v Tržaški pokrajini v regiji Furlanija-Julijska krajina.
Po oceni v naselju živi 75 prebivalcev. Naselje se nahaja na nadmorski višini 9 m. 

## Zgodovina
Pred drugo svetovno vojno je Rabujez spadal pod občino Milje, od 12. junija 1945 do 5. oktobra 1954 pa je v bližini naselja potekala Morganova demarkacijska linija Svobodnega tržaškega ozemlja, ki je ločevala tako imenovani coni A in B. Angloameričani so upravljali njegov severni del (cono A), ki je obsegala mesto Trst z okolico, železniško progo Trst-Gorica in tudi nekdaj popolnoma slovensko naselje Rabujez. 5. oktobra 1954 je Svobodno tržaško ozemlje prenehalo obstajati in sklenjen je bil Londonski memorandum. Dejansko je bila nekdanja cona A priključena Italiji in nekdanja cona B priključena Jugoslaviji. Dokončno je bila meja med Italijo in Jugoslavijo potrjena z osimskim sporazumom, ki sta ga podpisali Socialistična federativna republika Jugoslavija in Republika Italija 10. novembra 1975 v italijanskem mestu Osimo.
Meja med Italijo in Jugoslavijo je za dolgo vrsto let neživljenjsko ločila prebivalce nekdaj enotnih zaselkov v okolici Rabujeza, tudi med državama razdeljeno naselje Beloglav/Belpoggio in vas Plavje, ki je pripadla Jugoslaviji. 
V naselju je do 20. decembra 2007 deloval nekdanji cestni mejni prehod za mednarodni promet Škofije/Rabuiese, med Republiko Slovenijo in Republiko Italijo.